# Giana Sisters: Twisted Dreams
Giana Sisters: Twisted Dreams est un jeu vidéo de plates-formes et de réflexion développé et édité par Black Forest Games, sorti en 2012 sur Windows, Wii U, PlayStation 3, PlayStation 4, Xbox 360 et Xbox One.
Le jeu fait suite à The Great Giana Sisters sorti en 1987 sur Commodore 64 et sa réinvention, Giana Sisters DS sorti en 2009 sur Nintendo DS.

## Accueil
- Jeuxvideo.com : 16/20[1]